# 豐田Vios
豐田Vios（英語：Toyota Vios）是日本豐田汽車製作的次緊湊型轎車，主要面向亞太、拉美地區的新興市場販售。
初代Vios於2002年推出，作為豐田Tercel（泰國、印度尼西亞、馬來西亞、新加坡稱作Soluna）的後任，填補了豐田在亞太市場的次緊湊型轎車缺口，尺寸在豐田Corolla之下。2005年起Vios和同級距的掀背車豐田Yaris同時在大多數亞太地區銷售，作為近似尺寸間不同車型的互補。第二代Vios在美國、加拿大、特立尼達和多巴哥、牙買加、中東和澳大利亞被稱為Yaris轎車。
“Vios”源自拉丁語，意思是“前進”。

## XP40（第一代；2002–2007年）
第一代Vios改裝自Platz改裝車身面板和E120卡羅拉的部分汽車功能設計提示。與Vitz和Platz一樣，Vios的儀表板安裝在儀表板的頂部中央。
2005年9月，Vios在2006款車型的外觀和內飾方面進行了一些小的改變。更新包括前保險槓、前大燈和尾燈、公路車輪、車速表錶盤設計和內飾。
台灣總代理沒有把第二代Vios國產化， 只在2007年10月針對第一代Vios進行小改款，並在2014年才正式國產化第三代Vios。

## XP90（第二代；2007–2013年）
第二代Vios基本上是一款重新命名的Belta轎車，於2007年4月推出。具有1.5升1NZ-FE發動機的車型的型號代碼為NCP93並且是僅適用於Vios銷售的地方，包括菲律賓、印度尼西亞、馬來西亞、新加坡、文萊和泰國。與第一代Vios一樣，第二代Vios也在泰國豐田網關工廠以及菲律賓Santa Rosa工廠組裝。
在美國、加拿大、中東和澳大利亞，它作為Yaris轎車上市，取代日本製造的Echo轎車。它在日本市場被命名為“Toyota Belta”。威馳是2009年東南亞最暢銷的車型。
第二代威馳內飾升級了便利功能和平坦的後地板。

## XP150（第三代；2013年至今）
代號為“XP150”的第三代Vios於2013年3月在泰國曼谷國際車展亮相。
豐田的目標是將新威馳作為全球車型出口。不久之後，新車在泰國銷售。從亞洲第二季度開始，豐田汽車菲律賓宣布Vios的本地變體將在Santa Rosa製造，此代起為寶騰Persona
的徽章設計。
外部被放大，但保持與以前相同的寬度。它遵循東南亞市場豐田Yaris的造型。內部空間也擴大了。速度表位置不再安裝在儀表板的中心。Yaris轎車在非洲、南美洲、加勒比海地區和中東地區銷售。
在某些東南亞國家，豐田還提供了運動型Vios TRD Sportivo車型，全車身套件貼有沿車門的Sportivo貼花和Sportivo行李箱徽章。馬來西亞和泰國版本還配有黑色內飾和不同的合金輪轂，而印尼規格則保留了G型號的米色內飾。

### 改款

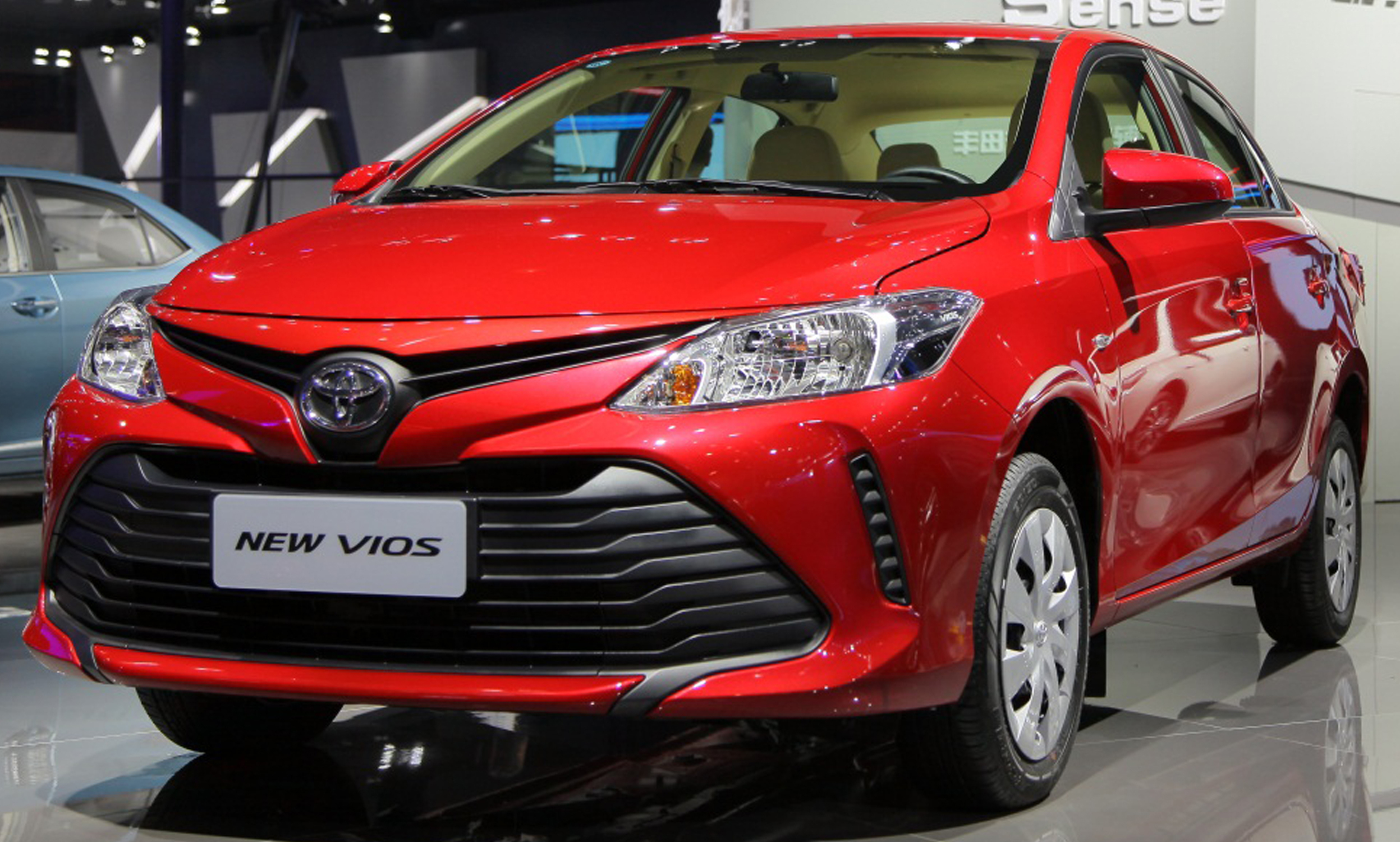
改款車型2016 Vios在中國和泰國獨家銷售。

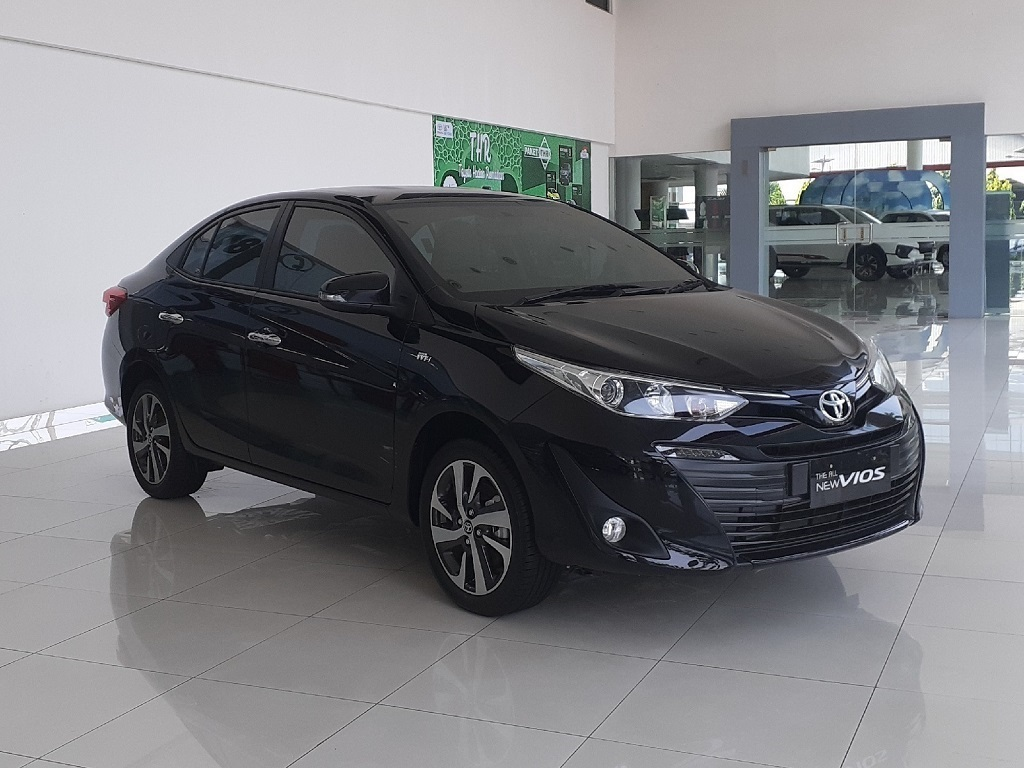
改款車型2018 Vios在大多數亞洲國家銷售。

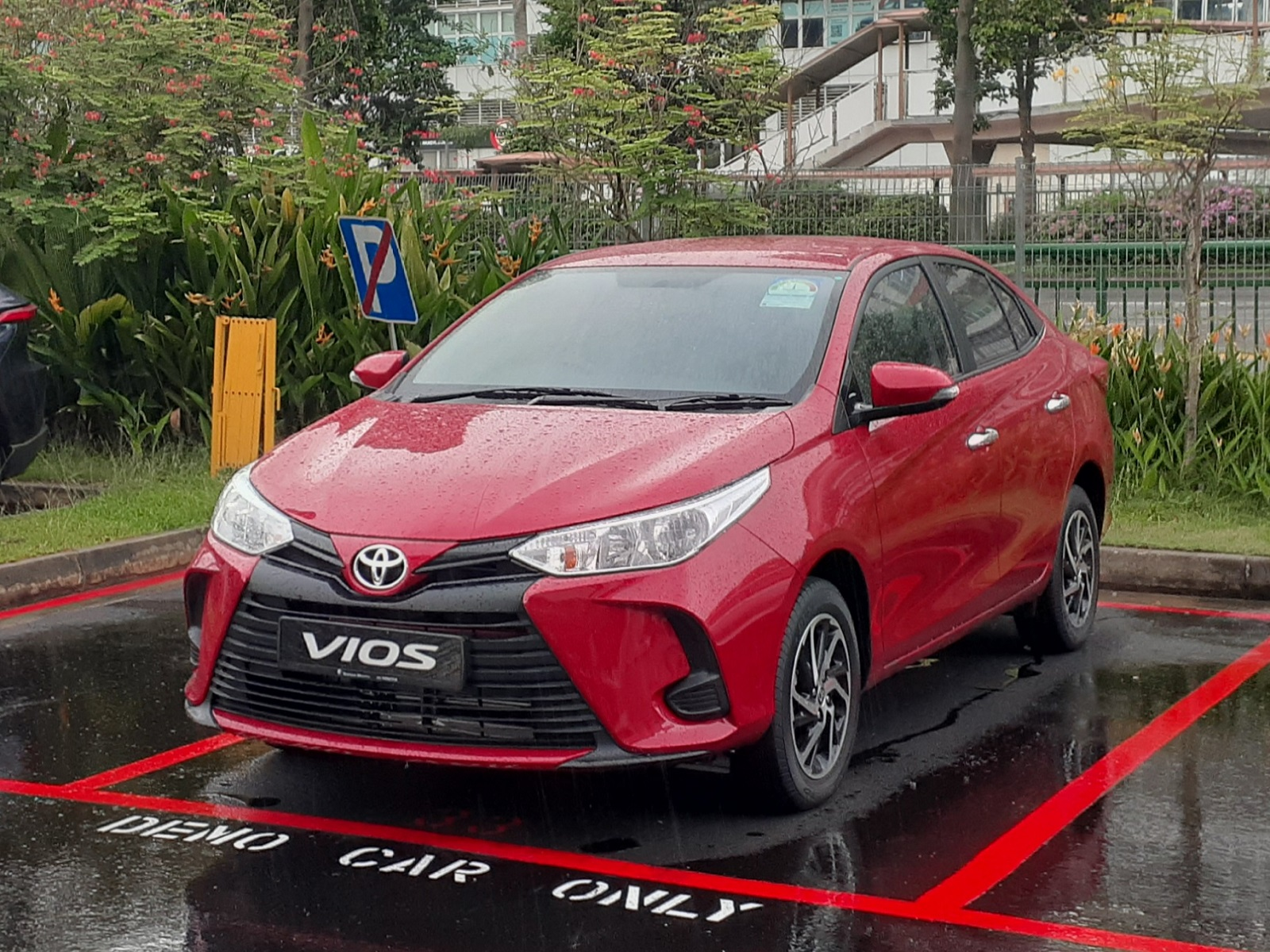
改款車型2021年泰國。

改款後的第三代Vios於2016年4月北京国际汽车展览会上亮相。改款車型帶有集成LED光導的投射式頭燈、更寬的T形格柵和霧燈轉移到下部氣壩，在保險槓上有垂直日行燈，類似於改款前的凱美瑞XV70。在後部，尾燈採用LED燈，帶有改進的外型，並具有更薄的連接鍍鉻行李箱蓋條。這款改款車型僅在泰國和中國有售。 
在大多數亞洲國家（不包括日本和香港），基於 Yaris ATIV的Vios從2018年開始作為主要的改款車型出售，1.5升發動機的汽車型號NSP151，1.3升發動機的汽車型號NSP150。它也在印度、中東和拉丁美洲國家作為Yaris Sedan提供。它的長度增加了10毫米，寬度增加了30毫米。雖然使用的車頂和底盤是基於在中國和泰國銷售的Vios，但基於Yaris ATIV的Vios的車身面板和內飾與Vios的NCP150不同。

## AC100（第四代；2022年至今）
第四代豐田威馳於2022年8月9日在泰國上市。 第四代豐田威馳在泰國以Yaris Ativ的名義提供，有四種變體：入門級運動、中級智能、頂級高級和高級豪華高級。
第四代Toyota Vios是基于大发汽车DNGA-B平台打造。

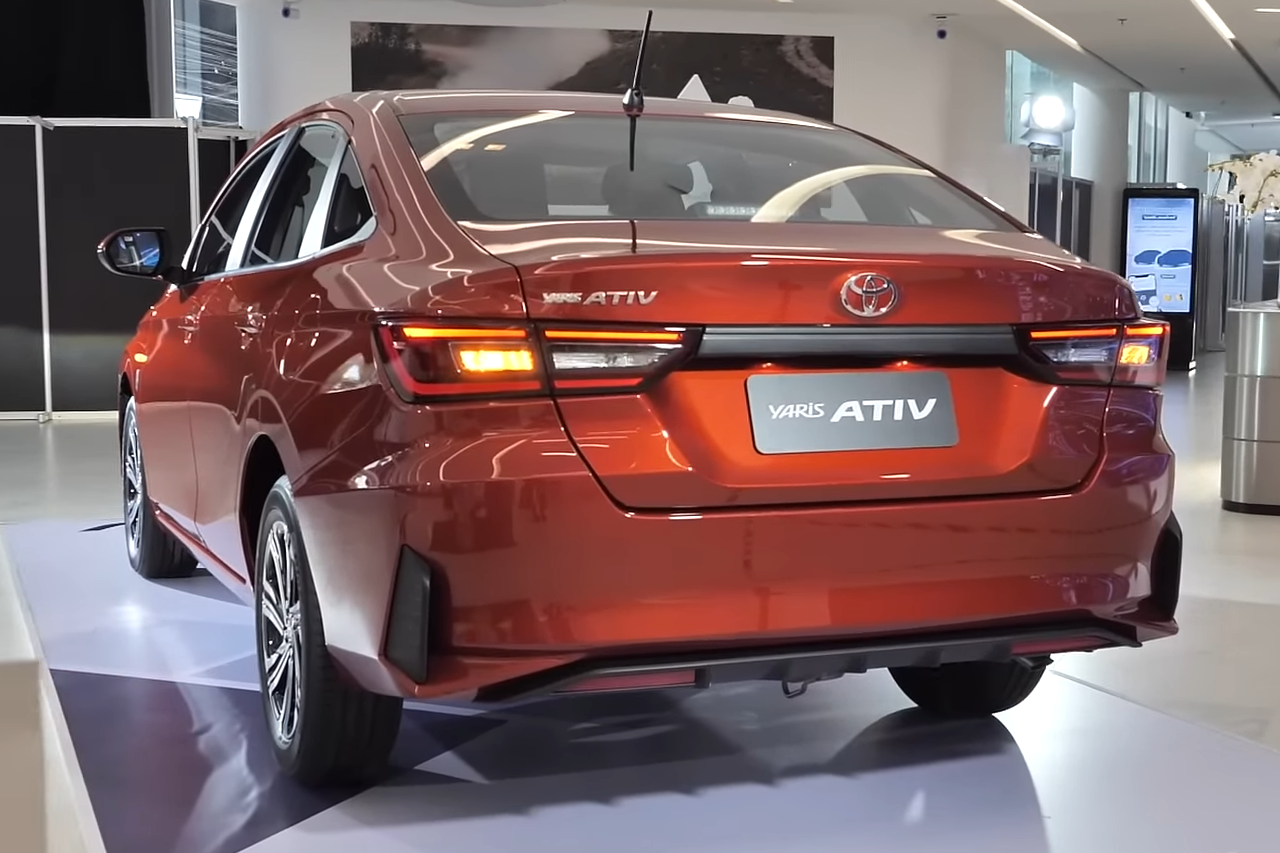
車尾
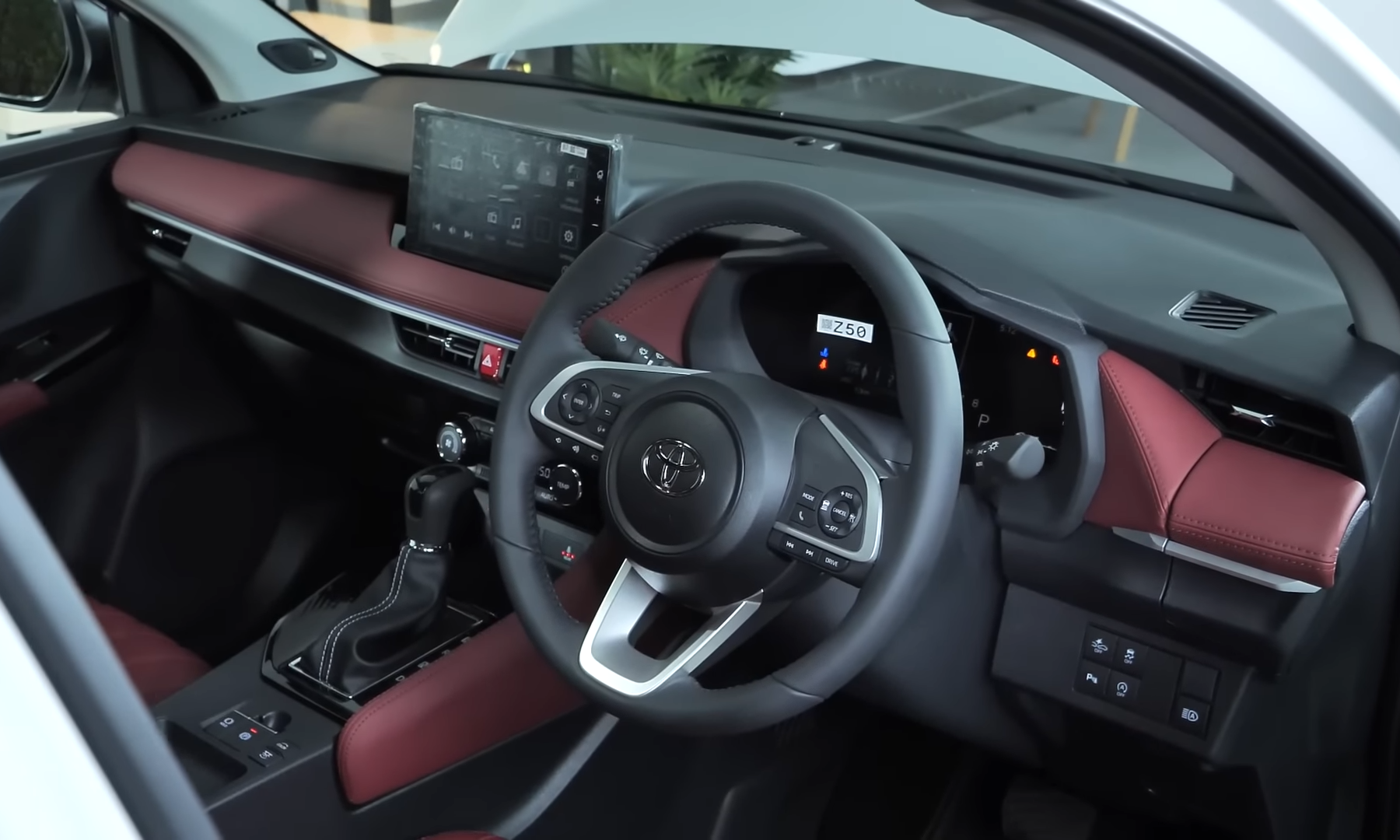
內裝

## 各地銷售市場
| 豐田威馳2004年至2013年間的市場狀況 | 豐田威馳2004年至2013年間的市場狀況 | 豐田威馳2004年至2013年間的市場狀況 | 豐田威馳2004年至2013年間的市場狀況 | 豐田威馳2004年至2013年間的市場狀況 | 豐田威馳2004年至2013年間的市場狀況 | 豐田威馳2004年至2013年間的市場狀況 | 豐田威馳2004年至2013年間的市場狀況 | 豐田威馳2004年至2013年間的市場狀況 | 豐田威馳2004年至2013年間的市場狀況 | 豐田威馳2004年至2013年間的市場狀況 | 豐田威馳2004年至2013年間的市場狀況 |
| 國家/地區                          | 總共銷量                           | 2013年                             | 2012年                             | 2011年                             | 2010年                             | 2009年                             | 2008年                             | 2007年                             | 2006年                             | 2005年                             | 2004年                             |
| ---------------------------------- | ---------------------------------- | ---------------------------------- | ---------------------------------- | ---------------------------------- | ---------------------------------- | ---------------------------------- | ---------------------------------- | ---------------------------------- | ---------------------------------- | ---------------------------------- | ---------------------------------- |
| 泰國                               | 625,819                            | 108,937                            | 115,934                            | 61,985                             | 67,304                             | 49,510                             | 45,298                             | 45,032                             | 35,964                             | 47,122                             | 48,733                             |
| 中国                               | 299,610                            | 28,616                             | 9,130                              | 13,303                             | 34,689                             | 42,675                             | 36,865                             | 39,395                             | 36,407                             | 26,697                             | 31,833                             |
| 马来西亚                           | 250,000+                           |                                    |                                    | 29,820                             | 33,674                             | 29,387                             | 32,710                             | 22,751                             | 20,844                             | 20,129                             | 16,825                             |
| 臺灣                               | 161,273                            | 8,369                              | 8,884                              | 12,116                             | 11,231                             | 16,012                             | 10,828                             | 12,129                             | 20,104                             | 31,893                             | 29,707                             |
| 印度尼西亞                         | 47,608                             | 11,087                             | 15,323                             | 9,375                              | 11,823                             |                                    |                                    |                                    |                                    |                                    |                                    |
| 越南                               | 35,884                             | 5,140                              | 4,207                              | 5,401                              | 5,807                              | 5,141                              | 3,122                              | 2,112                              | 1,581                              | 2,192                              | 1,181                              |
| 全球總銷售額                       | 1,500,000+                         |                                    |                                    |                                    |                                    |                                    |                                    |                                    |                                    |                                    |                                    |